# Subhalakshmi Nandi
Subhalakshmi Nandi é uma ativista e pesquisadora indiana pela igualdade de gênero. Em 2019, ela estava na lista das 100 mulheres mais inspiradoras do mundo da BBC.
Subhalakshmi Nandi liderou a pasta econômica das mulheres no Escritório Multinacional da ONU Mulheres para a Índia, o Butão, as Maldivas e o Sri Lanka. Ela então se tornou Diretora de Análise de Políticas no ICRW Ásia, antes de ingressar na Fundação Bill & Melinda Gates (BMGF) como Oficial Sênior de Programa para Igualdade de Gênero na Índia.

## Publicações selecionadas
- (com Rituparna Borah)«Reclaiming the Feminist Politics of 'SlutWalk'». International Feminist Journal of Politics. 14 (3): 415–421. 1 de setembro de 2012. doi:10.1080/14616742.2012.699776 Revista Feminista Internacional de Política . 14 (3): 415–421. 01/09/2012. doi : 10.1080/14616742.2012.699776 .
- (com Srishty Anand) ' Reflexão sobre as razões para o declínio das taxas de participação no trabalho das mulheres: Continuum de trabalho remunerado e não remunerado para mulheres na Índia ', International Mdisciplinar Research Journal, Vol. 1, Edição 1 (julho de 2019), pp.63-70
- Roteiro para o Empoderamento Económico das Mulheres com Foco nas Mulheres na Economia Informal e na Agricultura . ONU Mulheres, 2020
- (ed. com Ellina Samantroy) Gênero, trabalho não remunerado e cuidados na Índia . Routledge, 2022.